# Florence Henrietta Darwin
Florence Henrietta Maitland Darwin, Lady Darwin (née Fisher, anciennement Maitland ; 31 janvier 1864 - 5 mars 1920), est une dramaturge anglaise.

## Jeunesse

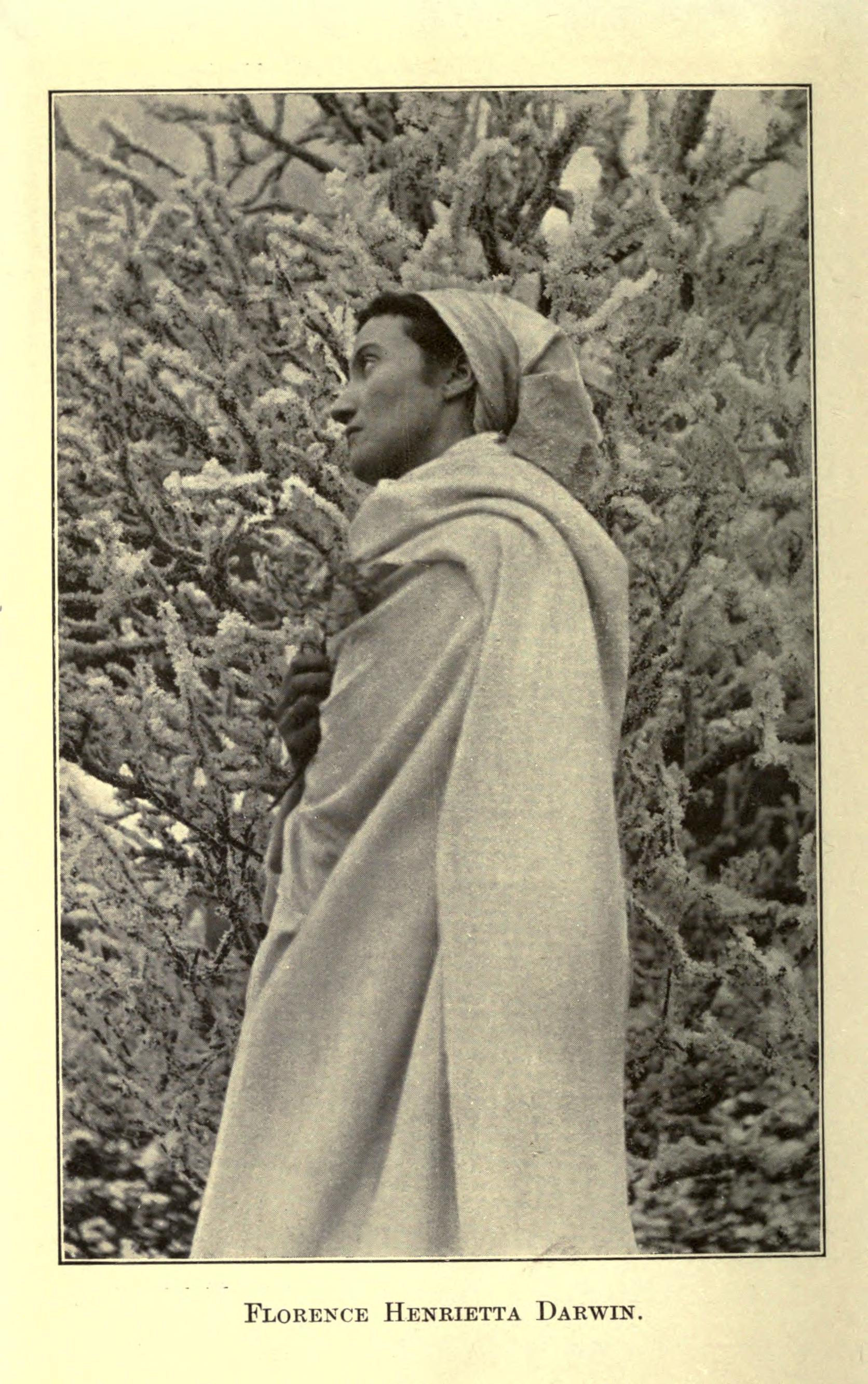
Portrait de Florence Henrietta Darwin, d'après le frontispice de ses Six pièces.

Florence Henrietta Fisher est née à Kensington, Londres, de Herbert William Fisher et de son épouse Mary Louisa Jackson (1841-1916). Florence est la sœur d'Herbert Fisher et d'Adeline Maria Fisher, première épouse de Ralph Vaughan Williams. Elle est une cousine germaine de Virginia Woolf, ses frères et sœurs Vanessa Bell et Adrian Stephen et ses demi-frères et sœurs George Herbert Duckworth et Gerald Duckworth par sa tante Julia et de William Wyamar Vaughan par sa tante Adeline.
Enfant, elle pose pour une série de portraits photographiques de sa grand-tante, Julia Margaret Cameron, dont A Study of St John the Baptist .
Dans FW Maitland: a Child's-Eye View, sa fille Ermengard mentionne la "ménagerie d'animaux de Florence, ses heures de violon, son alimentation de clochards et de gitans, sa photographie et sa conduite de poney, sa narration et son écriture dramatique". et son goût pour Thackeray.

## Vie privée
En 1886, elle épouse Frederic William Maitland (1850-1906), avec qui elle a deux filles, Ermengard (1888-1968) et Fredegond (1889-1949). Le 3 mars 1913, elle devient la troisième épouse de Sir Francis Darwin, cousin éloigné (par deux fois) du mari de sa sœur, Ralph Vaughan Williams, Josiah Wedgwood et sa femme Elizabeth étant leur ancêtre commun d'un côté et Robert Darwin et sa femme Susannah de l'autre.
Elle est décédée le 5 mars 1920  et est enterrée au cimetière de la paroisse de l'Ascension, à Cambridge, avec son deuxième mari et sa fille Frances Cornford.

## Travaux
En 1921, l'ami de la famille Cecil Sharp publie à titre posthume la compilation Six Plays, qui comprend The New Year, The Seeds of Love, Princess Royal, My Man John, Bushes and Briars et The Lover's Tasks . Un livre intitulé Green Broom est publié en 1923.